# Waké Nibombé
Waké Nibombé (né le 19 février 1974 au Togo) est un joueur de football international togolais, qui évoluait au poste de gardien de but.
Son frère, Daré, était également footballeur.

## Biographie

### Carrière en sélection
Avec l'équipe du Togo, il joue entre 1998 et 2000. 
Il figure dans le groupe des sélectionnés lors des Coupes d'Afrique des nations de 1998 et de 2000, où son équipe est éliminée à chaque fois au premier tour.
Il joue également cinq matchs comptant pour les tours préliminaires de la coupe du monde 1998.